# Renzo Zorzi
Renzo Zorzi (ur. 12 grudnia 1946, zm. 16 maja 2015) – włoski kierowca Formuły 1, który uczestniczył w 7 Grand Prix w latach 1975–1977. 
Między pojedynczymi wyścigami dla Williams w F1, Zorzi ścigał się w F3. W 1977 roku podpisał kontrakt z zespołem Shadow, jednak zakończył się przedwcześnie z powodu jego finansowych problemów. Później ścigał się w Aurora AFX F1 Series, prowadząc Arrows.
Zorzi pośrednio uczestniczył w przerażającym wypadku podczas 1977 South African Grand Prix. Wówczas wycofał się z powodu wycieku paliwa z bolidu, który skończył się małym pożarem. Bolid Zorziego zatrzymał się tuż za niewidocznym grzbietem wzgórza i w tym momencie dwaj porządkowi przebiegali przez tor, by pomóc Renzo. Nagle nadjechał Tom Pryce próbując wyprzedzić Hansa-Joachima Stucka. Stuckowi udało się ominąć porządkowych, ale Pryce znalazł się pomiędzy dwoma bolidami i uderzył w młodego dziewiętnastoletniego Jansena Van Vuurena. Marshal został zmasakrowany, a Pryce’a uderzyła w wizjer kasku gaśnica zabijając go.
Zorzi prowadził szkołę dla kierowców Pirelli w południowych Włoszech.